# Sensenhammer (Diespeck)
Sensenhammer ist ein Gemeindeteil der Gemeinde Diespeck im Landkreis Neustadt an der Aisch-Bad Windsheim (Mittelfranken, Bayern). Sensenhammer liegt in der Gemarkung Diespeck.

## Geografie
Die Einöde liegt am Sachsenbach, einem rechten Zufluss der Aisch.

## Geschichte
Der Ort wurde 1412 als „an dem hamergraben“ erstmals urkundlich erwähnt.
Gegen Ende des 18. Jahrhunderts gehörte Sensenhammer zur Realgemeinde Diespeck. Das Hochgericht übte das brandenburg-bayreuthische Stadtvogteiamt Neustadt an der Aisch aus. Die Mühle hatte das brandenburg-bayreuthische Klosteramt Birkenfeld als Grundherrn. Unter der preußischen Verwaltung (1792–1806) des Fürstentums Bayreuth erhielt Sensenhammer die Hausnummer 107 des Ortes Diespeck. Zu dieser Zeit gehörte die Mühle dem Kaufmann Haßler. Er stellte Ackergeräte und Werkzeuge her.
Von 1797 bis 1810 unterstand der Ort dem Justizamt Dachsbach und Kammeramt Neustadt. Im Rahmen des Gemeindeedikts wurde Sensenhammer dem 1811 gebildeten Steuerdistrikt Diespeck und der 1813 gegründeten Ruralgemeinde Diespeck zugeordnet.

### Ehemaliges Baudenkmal
- ca. 800 Meter südöstlich von Diespeck; Gebäude zumeist umgebaut, Teile der Hammereinrichtung erhalten, frühes 19. Jahrhundert.[9]

### Einwohnerentwicklung
| Jahr      | 001818 | 001840 | 001861 | 001871 | 001885 | 001900 | 001925 | 001950 | 001961 | 001970 | 001987 |
| Einwohner | 8      | 7      | 6      | 12     | 13     | 8      | 11     | 6      | 14     | 14     | *      |
| Häuser    | 2      | 1      |        |        | 2      | 2      | 2      | 1      | 1      |        | *      |
| Quelle    | [ 11 ] | [ 12 ] | [ 13 ] | [ 14 ] | [ 15 ] | [ 16 ] | [ 17 ] | [ 18 ] | [ 19 ] | [ 20 ] | [ 21 ] |

## Religion
Der Ort ist seit der Reformation evangelisch-lutherisch geprägt und bis heute nach St. Johannes Baptist (Diespeck) gepfarrt. Die Einwohner römisch-katholischer Konfession sind nach St. Johannis Enthauptung (Neustadt an der Aisch) gepfarrt.